# 莫米松
莫米松（INN：mometasone）是一种人工合成的局部用糖皮质激素，作为中至强效抗炎类固醇药物，具有抗炎、抗过敏作用，用于治疗某些皮肤病、花粉热和哮喘，具体用于预防哮喘发作（非治疗），可应用于皮肤、鼻腔或气道。
莫米松用于哮喘的常见副作用包括鹅口疮等，因此建议使用后漱口，长期使用可能会增加患青光眼和白内障的风险。应用于鼻部的常见副作用包括上呼吸道感染和流鼻血。应用于皮肤时的常见副作用包括痤疮、皮肤萎缩和瘙痒。它通过减少炎症起作用。
糠酸莫米松（mometasone furoate）或莫米松糠酸酯，于1981年获得专利，并于1987年开始医用。它在世界卫生组织的基本药物清单上，可作为通用药物使用。2017年，它是美国第197种最常用的处方药，共开出超过200万张处方。